# آرملو
آرملو (انگلیسی: Armello) یک بازی ویدئویی در سبک نقش‌آفرینی راهبردی تخته‌ای برای سکوهای مایکروسافت ویندوز، لینوکس، اواس ده، آی‌اواس، اندروید و ویندوز تبلت می‌باشد که توسط استودیو مستقل لیگ آو گیکس توسعه و نشر پیدا کرده‌است.
این بازی در مارس ۲۰۱۵ به صورت توزیع دیجیتال منتشر شد. آرملو بودجهٔ خود را به کمک برگزاری کمپین سرمایه‌گذاری جمعی در کیک‌استارتر بدست آورده‌است.